# Постање 1, 5
Прва књига Мојсијева 1, 5 (скраћено: 1 Мој 1, 5) или Постање 1, 5 је пети стих приповести о стварању света која се налази у Старом завету Светога писма (за хришћане) или у Тори Танаха (за Јевреје). Овај стих гласи „И светлост назва Бог дан, а таму назва ноћ. И би вече и би јутро, дан први.”

## Тумачења

### Дан и ноћ
Тумач Пол Кислинг пише да Бог, именујући дан и ноћ, открива своју суверену власт над њима, посматрајући светлост и таму овде као чисто физичке појаве. У античком Блиском истоку, „чин давања имена значио је пре свега остваривање сувереног права”. Галија Пат-Шамир истиче да је овде приказана „моћ имена и именовања”, али да је касније у наративу ова моћ именовања дата и Адаму, првом човеку.
Према Жану Калвину, Бог овде успоставља „редовну смену дана и ноћи”.
Са друге стране, Зохар тумачи овај стих као опис еманације која ће бити „основни корен универзалног живота”.

### Вече и јутро

#### Дефиниција „вечери и јутра” без Сунца
Стих се завршава помињањем вечери и јутра, чиме се завршава први дан стварања. Ово отвара питање како су вече и јутро уопште могући у одсуству Сунца, које још није створено.
Августин Хипонски, у свом делу Град Божји, пише: „Наши обични дани немају вече осим заласком, нити јутро осим изласком сунца; али прва три дана су прошла без сунца, пошто је речено да је оно створено четвртог дана.” Он решава ову недоумицу тумачећи вече и јутро метафорички.

#### Дебата о дужини дана
Франц Делич види вече и јутро као обележје краја једног „дана” који траје еонима, док други у томе виде буквални дан од 24 сата. Теистичка еволуција и стварање по моделу „дан-век” прихватају прво тумачење, док младоземаљски креационизам следи друго. Постоји и књижевно тумачење, према којем је процес стварања описан у људским појмовима, користећи аналогију радне недеље.

#### Тумачење почетка дана
У јеврејској традицији, чињеница да се вече прво наводи у овом стиху довела је до идеје да дан почиње са заласком сунца.